# Ода Мінору
Мінору Ода (яп. 小田 稔, 24 лютого 1923 — 1 березня 2001) — японський вчений, фізик-астроном, астрофізик, один із засновників космічних досліджень в Японії, зіграв ключову роль в розвитку космонавтики в Японії, один із засновників рентгенівської астрономії в світовій науці, «батько» рентгенівської астрономії в Японії. Розроблені його групою космічні обсерваторії (Hakucho, Tenma, Ginga, ASCA) вивели Японію в лідери космічних досліджень у цій галузі.

## Біографія
Мінору Ода народився 24 лютого 1923 в місті Саппоро (губернаторства Хоккайдо). Батько був ученим-медиком, так само, як і дід по материнській лінії з Тайваню. 22 жовтня 1924 в родини народився брат Сігеру Ода, який згодом став відомим юристом, суддею Міжнародного суду ООН з 1976 по 2003 роки, нагородженим 2012 року Орденом Культури. 1934 року Мінору Ода переїхав на Тайвань слідом за батьком, який працював професором в тайбейського імператорському університеті. У Тайбеї Мінору Ода навчався в школі. 1944 року Мінору Ода закінчив навчання на факультеті природничих наук в Осакському імператорському університеті. У 1946 Мінору Ода працював помічником в Осакському імператорському університеті. В університеті наставниками молодого Мінору Ода на кафедрі фізики були відомі вчені Сейса Кікуті та Юдзуру Ватасе. спочатку основним науковим напрямком Мінору Ода обрав експериментальну фізику, а потім зайнявся радіоастрономією, фізикою космічних променів та рентгенівської астрономією. З 1950 року працював доцентом на Факультеті науки та технологій в Осакському міському університеті. З 1953 року проводив дослідження під керівництвом Бруно Россі в Массачусетському технологічному інституті. 1956 року Мінору Ода повернувся до Японії та почав працювати доцентом Інституту ядерних досліджень в Токійському університеті, а в грудні того ж року отримав ступінь доктора наук (яп. 理学博士) в Університеті Осаки. З 1963 року працював запрошеним професором в Массачусетському технологічному інституті. У 1966 рік став професором та керівником проекту в Інституті космічних досліджень та аеронавтики в Токійському університеті (з 1981 року Інститут підпорядковується Міністерству освіти, культури, спорту, науки та технологій). На початку 1980-х років був консультантом з науки Міністерства освіти, культури, спорту, науки та технологій. З 1984 року — генеральний директор Космічного наукового інституту (яп. 宇宙 科学研究 所长). З січня 1988 року вийшов на пенсію. З квітня 1988 по вересень 1993 — президент (яп. 理事长) RIKEN. C квітня 1994 по березень 1996 — директор новоствореного неподалк від Осаки Міжнародного інституту перспективних досліджень  (за іншими джерелами, з 1994 року до кінця життя — президент (яп. 学长) Токійського університету інформатики). Мінору Ода був удостоєний багатьох нагород за свої наукові досягнення. На його честь названо пояс астероїдів. Помер Мінору Ода 1 березня 2001 в Токіо від серцевої недостатності. День його смерті збігся з днем, коли увійшов у щільні шари атмосфери останній зі створених під його керівництвом космічних супутників (ASCA).

### Сім'я
Мінору Ода був одружений і мав двох дітей. Дружину звали Томое Ода (англ. Tomoe Oda). Обидва з дітей стали вченими. Дочка Рейко (англ. Reiko) працює у Франції.